# (5138) Gyoda
(5138) Gyoda (1990 VD2) – planetoida z pasa głównego asteroid okrążająca Słońce w ciągu 5,46 lat w średniej odległości 3,1 j.a. Odkryta 13 listopada 1990 roku.